# Reideen
Reideen (ライディーン?, Raidīn) è un remake dell'anime Yuusha Raideen (勇者ライディーン?) diretto da Yoshiyuki Tomino nel 1975.
La serie è prodotta dalla Production I.G e diretta da Mitsuru Hongo. È stata trasmessa dall'emittente giapponese WOWOW nel corso del 2007.

## Trama
Il protagonista di questo anime è Junki Saiga, uno studente delle superiori abilissimo in matematica. Junki è tormentato dallo stesso sogno dove vede un robot dorato combattere contro un essere meccanico simile ad una bestia. Lui è il primo a pensare che certe cose possono accadere solamente nei manga, eppure dovrà ricredersi. Un giorno la polizia contatta sua madre per avvertirla del ritrovamento del corpo del marito disperso da dieci anni. Così Junki, la madre (Ringo Saiga) e la sorellina (Kuraka Saiga) partono per il monte Kurokami (Dio Nero), il luogo del ritrovamento.
Lì incontrano lo strano Taro Maedasaki, della Squadra di Vigilanza, e da lui scoprono che il padre stava facendo delle ricerche riguardanti una civiltà antica che risiedeva proprio sotto il monte Kurokami. Junki si allontana dal gruppetto per esser poi ritrovato privo di sensi nei pressi della galleria che si suppone porti alle rovine. Maedasaki spiega a Junki di averlo trovato che stringeva un bracciale d'oro con dei strani simboli incisi sopra. Un attimo dopo un meteorite cade nelle vicinanze e dal luogo dell'esplosione esce una bestia meccanica che distrugge la diga del posto, la stessa bestia dei sogni di Junki.
Il gruppetto di persone decide di scappare con l'elicottero, ma una volta raggiunto il mezzo Junki torna indietro dicendo di voler recuperare le poche cose rimaste del padre, sfidando la massa d'acqua in rapido avvicinamento.
Inevitabilmente viene sommerso, ma una strana luce esce dal braccialetto che gli ha dato Maedasaki e un attimo dopo si ritrova sano e salvo dentro un robot, lo stesso robot dorato del sogno, Reideen.

## Personaggi
- Junki Saiga: Ha 15 anni ed è un normale studente delle superiori, bravo in matematica, circondato da amici e con un passato da kendōka. La sua vita verrà sconvolta dalla scoperta di Reideen. Inizialmente infastidito dalla responsabilità di questo "dono", dopo poche battaglie inizia seriamente ad accettare il suo ruolo di eroe. Non cosciente dell'affetto che prova la sua migliore amica (Shiori Kobayakawa) per lui, s'interessa alla bella e misteriosa nuova studentessa della scuola (Akira Midorino). Tutto questo è condito con la costante presenza di Maedasaki e i suoi due colleghi della Squadra di Vigilanza, Soji Terasaki e Hana Hoshikawa, che sono incaricati di proteggere il pilota del Reideen da qualsiasi, o quasi, pericolo.
- Akira Midorino: Non si sa molto su di lei, si sa solo che si è trasferita a Tokyo, e nella scuola di Junki, perché la sua casa è stata distrutta durante la prima battaglia del Reideen. Appare misteriosamente sempre intorno a Junki ma non sembra ricambiare molto l'interesse che prova lui per lei.
- Taro Maedasaki: Maedasaki lavora nella Squadra di Vigilanza, attualmente come capo della scorta di Junki. È un tipo molto strano, fissato di storia antica e misteriosa e di amplificatori audio a valvole, di cui gestirà un negozio per mantenere la copertura della sua missione per proteggere Junki. È molto interessato dal mistero di Reideen e quando ne ha l'occasione assilla Junki di domande per capire come mai il robot abbia scelto proprio lui.
- Hana Hoshikawa: È la collega di Maedasaki e con lui si occupa della scorta di Junki. Gira sempre con una moto. È una donna molto speciale per via dei suoi poteri psicocinetici, che però la fanno stancare molto e preferirebbe non avere. Per Junki diventa una confidente inaspettata per calmare i suoi dubbi su Reideen.
- Soji Terasaki: È il secondo collega di Maedasaki, sempre a bordo della sua utilitaria (nota: ricorda molto una Fiat Panda) per seguire Junki. È il "braccio" del gruppo grazie alla sua abilità con le armi e le arti marziali.
- Shiori Kobayakawa: La migliore amica di Junki, nonché segretamente innamorata di quest'ultimo. Amici sin dall'infanzia si trova improvvisamente messa da parte dall'amico, ignorando assolutamente la relazione che c'è con Reideen. A peggiorare la situazione ci si mette pure l'interesse di Junki per la misteriosa Midorino.
- Ringo Saiga: È la madre di Junki, presente durante la prima apparizione dei mostri meccanici, non sospetta minimamente che il figlio è in realtà il pilota del Reideen.
- Kuraka Saiga: Sorella minore di Junki, anche lei non sa nulla del fratello. Insieme alla madre si diverte a prender in giro il fratello sui suoi rapporti con le donne.

## Episodi
| Nº | Titolo italiano Giapponese 「Kanji」 - Rōmaji                                       | In onda           | In onda |
| Nº | Titolo italiano Giapponese 「Kanji」 - Rōmaji                                       | Giapponese        |         |
| 1  | La rinascita della leggenda 「蘇る伝説」 - Yomigaeru densetsu                       | 3 marzo 2007      |         |
| 2  | L'eroe della leggenda 「伝説の勇者」 - Densetsu no yūsha                            | 10 marzo 2007     |         |
| 3  | L'ombra invisibile 「見えない影」 - Mienai kage                                     | 17 marzo 2007     |         |
| 4  | Battaglia contro l'ombra 「影との戦い」 - Kage to no tatakai                        | 24 marzo 2007     |         |
| 5  | L'Airone Bianco si raduna 「白鷺集まる」 - Shirasagi atsumaru                       | 31 marzo 2007     |         |
| 6  | Il dio diviene uccello 「神なる鳥」 - Kaminaru tori                                 | 7 aprile 2007     |         |
| 7  | Un vento fresco 「新たなる風」 - Aratanaru kaze                                     | 14 aprile 2007    |         |
| 8  | Hayate impazzito 「疾風暴走」 - Hayate bōsō                                         | 21 aprile 2007    |         |
| 9  | L'evocatore delle tenebre 「闇を呼ぶ者」 - Yami o yobu mono                         | 28 aprile 2007    |         |
| 10 | Squarcia l'oscurità! 「切り裂け！闇を」 - Kirisake! yami o                          | 12 maggio 2007    |         |
| 11 | Gadion 「ガディオン」 - Gadion                                                      | 19 maggio 2007    |         |
| 12 | Fuga dello spazio 「宇宙からの脱出」 - Uchū Kara no Dasshutsu                       | 26 maggio 2007    |         |
| 13 | Festival 「祭」 - Matsuri                                                           | 2 giugno 2007     |         |
| 14 | Sfida negli abissi 「深海から挑戦」 - Shinkai Kara Chōsen                           | 9 giugno 2007     |         |
| 15 | La leggenda addormentata in fondo al mare 「海に眠る伝説」 - Umi ni nemuru densetsu | 16 giugno 2007    |         |
| 16 | Il cielo della follia 「狂った空」 - Kurutta sora                                   | 23 giugno 2007    |         |
| 17 | Attacco nella tempesta 「嵐の中の襲撃」 - Arashi no naka no shūgeki                 | 30 giugno 2007    |         |
| 18 | Il profumo dell'addio 「さよならの匂い」 - Sayonara no nioi                         | 7 luglio 2007     |         |
| 19 | Poteri indesiderati 「望まぬ力」 - Nazomanu chikara                                 | 14 luglio 2007    |         |
| 20 | Tempo bloccato 「止まった時間」 - Tomatta jikan                                     | 21 luglio 2007    |         |
| 21 | La strategia comincia a delinearsi 「動き出した謀略」 - Ugokidashita bōryaku        | 28 luglio 2007    |         |
| 22 | Risvegliati e combatti 「目覚めよ、そして戦え」 - Mezame yo, soshite tatakae        | 4 agosto 2007     |         |
| 23 | Roxell, di nuovo 「ロクセル、再び」 - Rokuseru, futatabi                            | 11 agosto 2007    |         |
| 24 | Gadion, rialzati 「ガディオン、立つ」 - Gadion, tatsu                               | 18 agosto 2007    |         |
| 25 | Il recupero di Reideen 「'ライディーン、奪還」 - Raidiin, dakkan                    | 25 agosto 2007    |         |
| 26 | Battaglia finale 「'決戦」 - Kessen                                                 | 1º settembre 2007 |         |